# Too Close for Comfort
Too Close for Comfort (br: Longe dos Olhos, Perto do Coração) é uma série de televisão estadunidense que foi ao ar pela ABC, de 11 de novembro de 1980 a 5 de maio de 1983, e por syndication, de 7 de abril de 1984 a 7 de fevereiro de 1987. Baseado na sitcom britânica Keep It in the Family, seu nome foi alterado para The Ted Knight Show quando o programa foi reformulado para o que viria a ser sua temporada final.

## Elenco
- Ted Knight como Henry Rush
- Nancy Dussault como Muriel Rush
- Deborah Van Valkenburgh como Jackie Rush (1980-1985)
- Lydia Cornell como Sara Rush (1980-1985)
- Jm J. Bullock como Monroe Ficus
- Hamilton Camp como Arthur Wainwright (1981)
- Deena Freeman como April Rush (1981-1982)
- Audrey Meadows como Iris Martin (1982-1983)
- William and Michael Cannon como Andrew Rush (1983-1984)
- Joshua Goodwin como Andrew Rush (1985-1986)
- Pat Carroll como Hope Stinson (1986)
- Lisa Antille como Lisa Flores (1986)